# Óscar Vega Guerrero
Óscar Vega Guerrero (Lima, Provincia de Lima, Perú, 25 de marzo de 1989) es un futbolista peruano. Juega como mediocentro y actualmente se encuentra libre luego de dejar el Club Centro Deportivo Municipal de la Primera División del Perú. Tiene 35 años.

## Trayectoria
Óscar Vega tuvo un breve paso por el club argentino Estudiantes de La Plata en el 2004, aunque no pudo quedarse en ese equipo por ser menor de edad. Fue promocionado en el año 2007 por Sporting Cristal y a mediados del año 2008, a la edad de 19 años, fichó por River Plate de Argentina, donde alternó inicialmente con la cuarta especial (Pre-Reserva) y Reserva del cuadro millonario.
Fue cedido a préstamo al José Gálvez de Chimbote para la segunda mitad del 2009. En enero de 2010 se reintegró a la reserva de River. Sin embargo, a los pocos días fue prestado al Total Chalaco, donde salió en banca en algunos encuentros pero no llegó a debutar. Posteriormente, llegó a la Universidad César Vallejo, donde tampoco llegó a alternar.
En el 2012 llegó al Club Universitario de Deportes donde tuvo poca participación debido a una lesión y posterior operación de los ligamentos de la rodilla, motivo que lo tuvo alejado de los terrenos de juego.
A mediados de 2013 fue cedido al primer equipo de la Universidad Técnica de Cajamarca hasta el final del campeonato descentralizado con el fin de que tenga mayor continuidad.
En el año 2014 llega al Deportivo Municipal, equipo del cual es hincha declarado, para afrontar el campeonato de Segunda División Peruana, convirtiéndose en una pieza fundamental en el esquema del profesor Carlos Cortijo.

## Clubes
| Club                      | País      | Año         |
| ------------------------- | --------- | ----------- |
| Sporting Cristal          | Perú      | 2007 - 2008 |
| River Plate (reserva)     | Argentina | 2008 - 2009 |
| José Gálvez               | Perú      | 2009        |
| Total Chalaco             | Perú      | 2010        |
| Universidad César Vallejo | Perú      | 2010        |
| Lima Cricket              | Perú      | 2011        |
| León de Huánuco           | Perú      | 2011        |
| Universitario de Deportes | Perú      | 2012 - 2013 |
| UTC de Cajamarca          | Perú      | 2013        |
| Club Deportivo Municipal  | Perú      | 2014 - 2018 |

## Palmarés
| Título           | Club                | País | Año  |
| ---------------- | ------------------- | ---- | ---- |
| Segunda División | Deportivo Municipal | Perú | 2014 |